# Eleuterio Maisonnave
Eleuterio Maisonnave y Cutayar (Alicante, 1840. szeptember 6. – Madrid, 1890. május 5.) spanyol republikánus politikus, külügyminiszter 1873-ban Francisco Pi y Margall elnöksége idején.

## Életpályája
Jogot végzett. Alicante város polgármestere volt 1869 januárjától 1870-ig. Az első spanyol köztársaság idején, 1873. június 28. és július 18. között, Francisco Pi y Margall elnöksége alatt,  a külügyminiszteri tisztséget töltötte be.

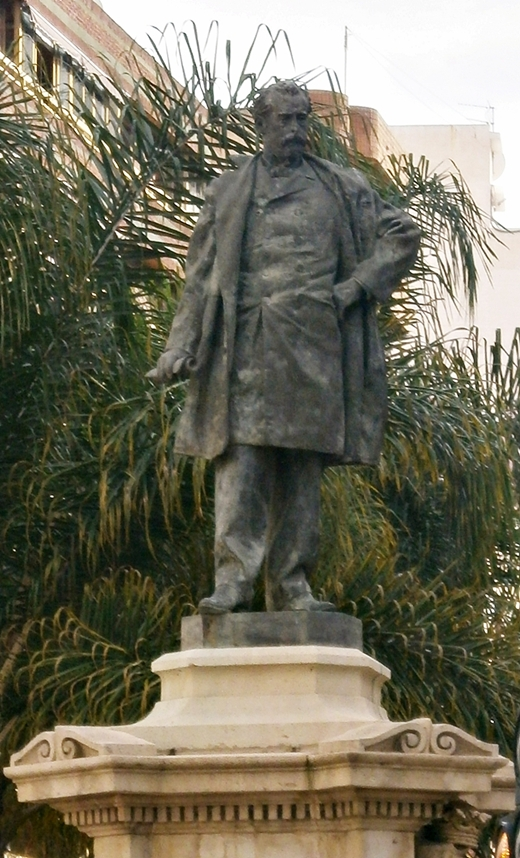
Maisonnave emlékműve Alicantéban, a róla elnevezett sugárút végén

## Emlékezete
Szülővárosában, Alicantéban a legforgalmasabb bevásárlóutca őrzi az emlékét. Az utat Maisonnave egész alakos szobra zárja le a Calvo Sotelo tér felől.